# Saison 1985-1986 du Football Club de Sète
Chronologie
Saison précédente Saison suivante
La saison 1985-1986 du FC Sète est la seizième saison du club héraultais en deuxième division du championnat de France et la troisième consécutive. Après une saison à moyenne, l'objectif du club est de continuer à progresser afin de pouvoir jouer les premier rôle dans ce championnat.
Slobodan Milosavljević, entraîneur de 42 ans, est à la tête du staff sétois avec pour mission de permettre au club de retrouver sa gloire d'antan. Le club va jouer les troubles fêtes toute la saison mais va craquer à la toute dernière journée en laissant la 3e place qualificative pour les barrages à l'Olympique lyonnais.
Les sétois participent également à la Coupe de France, où ils échouent en seizième de finale face au CS Blénod.

## Compétitions

### Championnat
La saison 1985-1986 de Division 2 est la quarante-septième édition du championnat de France de football de deuxième division. La division est divisée en deux groupes au sein desquels s'oppose dix-huit clubs en une série de trente-quatre rencontres. Les deux meilleurs de chaque groupe sont promus en Division 1 alors que les deuxièmes et troisièmes s'affrontent lors de barrages à l'issue de la saison. Les trois derniers de chaque groupe sont relégués en Division 3. Le FC Sète participe à cette compétition pour la seizième fois de son histoire et la troisième fois consécutive.

### Coupe de France
La coupe de France 1985-1986 est la 69e édition de la coupe de France, une compétition à élimination directe mettant aux prises les clubs de football amateurs et professionnels à travers la France métropolitaine et les DOM-TOM. Elle est organisée par la FFF et ses ligues régionales.

### Matchs officiels de la saison
Le tableau ci-dessous retrace les rencontres officielles jouées par le Football Club de Sète durant la saison. Les buteurs sont accompagnés d'une indication sur la minute de jeu où est marqué le but et, pour certaines réalisations, sur sa nature (penalty ou contre son camp).
| Compétition     | Débute au tour | Place ou tour final | Matches joués | Gagnés | Nuls | Perdus | Buts pour | Buts contre | Différence |
| Division 2      | -              | 4e (Gr. A)          | 34            | 15     | 10   | 9      | 33        | 28          | +5         |
| Coupe de France | -              | 1/16e de finale     | 4             | 2      | 1    | 1      | 3         | 3           | +0         |
| Total           | -              | -                   | 38            | 17     | 10   | 10     | 36        | 31          | +5         |

## Joueurs et encadrement technique

### Encadrement technique
Slobodan Milosavljević est l’entraîneur du club lors de cette saison. Ce ancien attaquant, après avoir joué à Saint-Trond VV et à l'US Valenciennes, a évolué au FC Sète comme milieu offensif dans les années 1970. Il termine sa carrière au club comme entraîneur joueur de 1974 à 1976 et refait son apparition sur le banc dans les années 1980.

### Statistiques individuelles
| Joueur               | Total |
| Andro Cano           | 9     |
| Issicka Ouattara     | 6     |
| André Wiss           | 4     |
| Pascal Mellaza       | 4     |
| Frédéric Goffin      | 2     |
| Dominique Bathenay   | 2     |
| Arandjel Todorovic   | 2     |
| Jean-Pierre Sabatier | 2     |
| Willi Kiefer         | 2     |
| Michel Estevan       | 1     |
| Robert Sabatier      | 1     |